# Nenad Šalov
Nenad Šalov (Spalato, 6 ottobre 1955) è un allenatore di calcio ed ex calciatore croato, di ruolo centrocampista.

## Carriera

### Giocatore

#### Club
Debuttò con l'Hajduk Spalato il 21 aprile 1974 in occasione del match casalingo di campionato vinto 2-1 contro il NK Zagabria.

#### Nazionale
Disputò una sola partita con la nazionale jugoslava, scese in campo il 15 novembre 1980 in occasione dell'incontro esterno perso 2-0 contro l'Italia.

## Statistiche

### Cronologia presenze e reti in nazionale
| Cronologia completa delle presenze e delle reti in nazionale ― Jugoslavia | Cronologia completa delle presenze e delle reti in nazionale ― Jugoslavia | Cronologia completa delle presenze e delle reti in nazionale ― Jugoslavia | Cronologia completa delle presenze e delle reti in nazionale ― Jugoslavia | Cronologia completa delle presenze e delle reti in nazionale ― Jugoslavia | Cronologia completa delle presenze e delle reti in nazionale ― Jugoslavia | Cronologia completa delle presenze e delle reti in nazionale ― Jugoslavia | Cronologia completa delle presenze e delle reti in nazionale ― Jugoslavia |
| Data                                                                      | Città                                                                     | In casa                                                                   | Risultato                                                                 | Ospiti                                                                    | Competizione                                                              | Reti                                                                      | Note                                                                      |
| ------------------------------------------------------------------------- | ------------------------------------------------------------------------- | ------------------------------------------------------------------------- | ------------------------------------------------------------------------- | ------------------------------------------------------------------------- | ------------------------------------------------------------------------- | ------------------------------------------------------------------------- | ------------------------------------------------------------------------- |
| 15-11-1980                                                                | Torino                                                                    | Italia                                                                    | 2 – 0                                                                     | Jugoslavia                                                                | Qual. Mondiali 1982                                                       | -                                                                         |                                                                           |
| Totale                                                                    |                                                                           | Presenze                                                                  | 1                                                                         |                                                                           | Reti                                                                      | 0                                                                         |                                                                           |

## Palmarès

### Giocatore

#### Competizioni nazionali
- Campionato jugoslavo: 3

Hajduk Spalato: 1973-1974, 1974-1975, 1978-1979
- Coppa di Jugoslavia: 2

Hajduk Spalato: 1974, 1983-1984